# Guaiúba (ort)
Guaiúba är en ort i Brasilien.   Den ligger i kommunen Guaiúba och delstaten Ceará, i den östra delen av landet, 1 700 km nordost om huvudstaden Brasília. Guaiúba ligger 75 meter över havet och antalet invånare är 21 820.
Terrängen runt Guaiúba är platt åt sydost, men åt nordväst är den kuperad. Runt Guaiúba är det ganska tätbefolkat, med 185 invånare per kvadratkilometer.. Närmaste större samhälle är Maracanaú, 18,1 km norr om Guaiúba. 
Omgivningarna runt Guaiúba är huvudsakligen savann.